# Campeonato Europeo de Tiro con Arco al Aire Libre de 2026
El XXIX Campeonato Europeo de Tiro con Arco al Aire Libre se celebrará en Antalya (Turquía) entre el 25 y el 31 de mayo de 2026 bajo la organización de la Unión Europea de Tiro con Arco (WAE) y la Federación Turca de Tiro con Arco.